# چشمه صالح
چشمه صالح، روستایی از توابع بخش مرکزی شهرستان سلسله در استان لرستان ایران است.

## جمعیت
این روستا در دهستان هنام قرار دارد و براساس سرشماری مرکز آمار ایران در سال ۱۳۸۵، جمعیت آن ۴۴ نفر (۱۰خانوار) بوده‌است.
چشمه صالح که در گذشته های دور و نزد مردم روستا کول مر نیز نامیده می شود از املاک فردی به نام حبیب الله فرزند مسعلی بوده است. پیش از مهاجرت اکثر ساکنان روستا در سال های آغازین انقلاب این روستا بیش از 100 خانوار و افزون بر 400 نفر جمعیت داشته که این رقم در حال حاضر به کمتر از 10 خانوار رسیده است.